# Amathay-Vésigneux
Amathay-Vésigneux es una comuna francesa situada en el departamento de Doubs, en la región de Borgoña-Franco Condado.

## Demografía
| 224 | 192 | 153 | 141 | 149 | 129 | 164 |
| Para los censos de 1962 a 1999 la población legal corresponde a la población sin duplicidades (Fuente: INSEE [Consultar]) |     |     |     |     |     |     |